# イヌクティトゥット語
イヌクティトゥット語（原語表記: ᐃᓄᒃᑎᑐᑦ、Inuktitut [ɪˈnʊktɪtʊt]）または東部カナダイヌクティトゥット語は、カナダのエスキモー系民族のイヌイットにより広範に話される言語である。「inuk」は「人」、「-titut」は「〜のように、〜らしく」の意で、言語名は「人のように、人らしく」を意味する。カナダ先住民文字で記す言語の一つ。

## 概要
カナダ北部のほとんどの地域に話者が存在する。具体的には、森林限界以南、ニューファンドランド・ラブラドール州とケベック州を中心に、マニトバ州北東部、ヌナブト準州、ノースウエスト準州の数カ所で話されている。また以前はユーコン準州の北極海側でも話されていた。
イヌクティトゥット語はヌナブト準州とノースウェスト準州でイヌイナクトゥン語とともに公用語で2つ合わせてInuktut と呼ばれ、ノースウェスト準州の公式先住民語8言語に数えられる。また、ケベック州ヌナヴィク地域ではジェームス湾及びケベック北部協定によって法的に使用が承認され、フランス語憲章には文字使用を含めてイヌクティトゥット語圏で学校教育を実施するよう定めた。ヌナツィアヴト（Nunatsiavut）地域はラブラドル半島のイヌイット地域で、カナダ連邦政府とニューファンドランド・ラブラドール州との協定批准により、同様に法的に使用が承認された。
カナダの人口統計（2006年）によると、国内に居住するイヌクティトゥット語話者はおよそ3万5千人と推計され、この数値はイヌイット居住地域外に定住する約200人の話者も含んでいる。
イヌクティトゥット語といいながら、イヌヴィアルクトゥン語（言語名はイヌヴャルクトゥン語またはイヌビアルクトゥン語とも表記）を含めたカナダのイヌイット語の地方語ほぼすべてを指すこともある。

## 歴史的背景

### 学制とイヌクティトゥット語
学校教育と接触する以前のイヌイットの教育とは、人のまねをして実際にやってみて覚えることを指し、イヌクティトゥット語には伝統的な習俗や自然現象を言い表す語彙が揃う。記法をもたない音声言語として継承されてきた。植民地主義の台頭によりヨーロッパの学校制度がカナダに持ち込まれる。聖公会やローマカトリックの宣教師は自らの手でイヌイットの学校を開くと教育に乗り出した。みずから覚えた教師がイヌクティトゥット語で授業をしたり記法の開発に取り組んだ。
最初のイヌイット向け寄宿学校は1928年に開き、授業は英語で行った。カナダ政府が北の国土に興味を強めるとイヌイットの教育にも影響が及び、第二次世界大戦後にはどの地方でも英語が公用語として定着する。雇用のチャンスを増やすために、英語で意思疎通ができなければ困ると役人は強調した。学校、職場あるいは遊び場でも、イヌイットは強制的に英語を使わされる。イヌクティトゥット語は自分の感情を表現し自己証明を図る方法、英語は経済活動の道具として使われていく。
1960年代に入ると、ヨーロッパの人々はイヌクティトゥット語の認識を変えていく。絶滅させてはいけない言語と認められ、特に学齢が低く知識習得の早い段階では母語による伝達が最善という議論がかわされるようになる。すると英語と先住民族語の2言語を使う「バイリンガル校」が考案され、1969年の投票でイヌイットのほとんどが公立学校の廃止と「新ケベック支庁」Direction Generale du Nouveau-Quebec (DGNQ) に従った学校の創設に賛成票を投じた。そして現在、教科はイヌクティトゥット語と英語・フランス語で教えている。

### 法の整備
イヌクティトゥット語がノースウエスト準州の複数の公用語の一つに正式に採用されたのは1984年で、法的根拠として1988年改訂ノースウエスト準州公用語法が定められた ラブラドール半島のヌナツィアヴト地域ではイヌクティトゥット語を政府公用語に採用、あるいはヌナヴィク地域の教育現場でイヌクティトゥット語を用いることはジェームス湾及び北部ケベック州合意に記されたとおりである。

## 方言と派生語

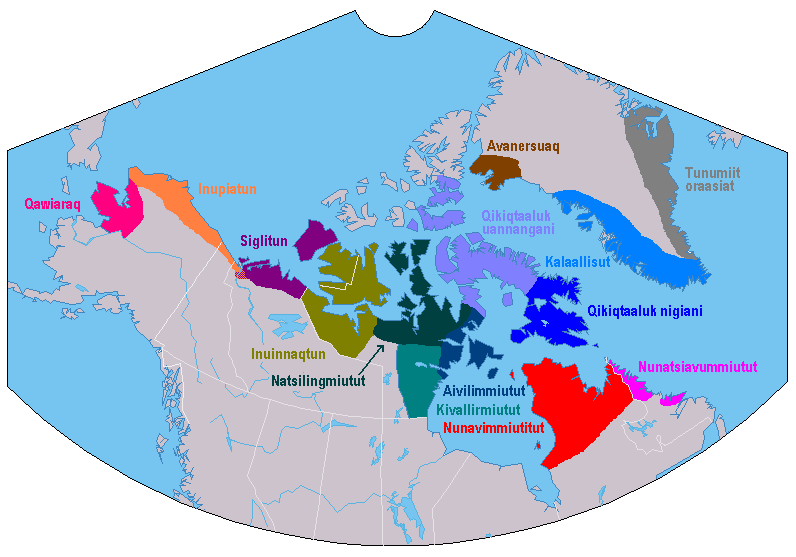
北極海周辺のイヌイット諸語の分布状況

グリーンランドやアラスカを含むイヌクティトゥット語とイヌイット諸語の関係については、エスキモー諸語を参照。
イヌイットの生活圏は大変広く、イヌクティトゥット語には多種多様な方言と派生語が存在する。

### ノースウエスト準州とユーコン準州
カナダ・ノースウエスト準州のイヌイットは、自分たちを イヌヴィアルイトと呼ぶ。ほとんどはイヌヴィアルイト居留地域で暮らすが、マッケンジー川北部の一部、ノースウェスト準州とユーコン準州の北極海沿い、バンクス島、ヴィクトリア島の一部にも住んでいる。また、北極海の遠い島々にも不規則に住んでいる。
ノースウェスト準州のイヌイット諸語の派生語は、しばしばイヌヴィアルイト族の話すイヌヴィアルクトゥン語（イヌヴィアルイト語） としてイヌクティトゥット語と共に扱われるが、それは不適切で誤解を招く。イヌヴィアルイト族の話す派生語は次の3つの個別の方言を包含する。
Kangiryuamiutun
主にホールマンのコミュニティーで話されている。この方言はヌナブト準州西部のイヌイナクトゥン語（イヌイナク語）と、本質的には同一である。
シグリトゥン
主に、ポーラツク、サックスハーバー、ツクトヤクツクのシグリトの人々のコミュニティーで話される。この方言は、マッケンジー川デルタ地帯とその周辺の沿岸地域、北極海の島嶼では主要な方言であったが、19世紀に発生した大規模な疫病の流行によって話者が劇的に減り、長い間、この方言は死語になったと信じられていた。地域外の人は1980年代になってようやく、この方言がまだ話されていることを認識した。
ウーマミウトゥン
ウーマミウトと呼ばれる人々が暮らすイヌヴィクとアクラヴィクのコミュニティーで話されている。基本的にはアラスカ・イヌピアトゥン方言と同一でカナダ側のイヌピアック語（Canadian Iñupiaq）とも捉えられるが、アラスカ購入によりマッケンジー川デルタ地域がカナダ側に分離されたため、現在ではカナダのイヌイット方言扱いとなっている。ウーマミウトの人々はかつての居住地シグリト地方で流行した前述の19世紀の疫病を恐れ、国境を越える再移住を放棄した。
これらイヌビアルクトゥン方言は絶滅の危機にあり、近年、英語がコミュニティーの共通言語となっている。ノースウエスト準州におけるイヌクティトゥット語使用状況の調査は様々だが、いずれも使用状況に勢いがないという点で一致している。Inuvialuit Cultural Resource Centre によれば、4,000人のイヌヴィアルイト話者のうち10%はイヌクティトゥット語のどんな語形も話し、4%が家の外ではイヌヴィアルイト語を話さないという。2001年に行われたカナダ国勢調査報告は、わずかだが良い結果を示している。イヌヴィアルイト族であると自己申告した3,905人のうち、765人が自分はイヌヴィアルイト方言話者であると申し出ている。
しかし、この地方での非イヌイット居住者の多さとイヌヴィアルイト方言話者の減少、共通方言の不足を考慮すると、ノースウエスト準州におけるイヌイット諸語の将来像は暗く見える。

### ヌナブト準州
ヌナブト準州は、地理的にカナダ最大のイヌイット生活圏である（グリーンランドの居住に適さないアイス・シールド地域を除外）。大陸部に加え、大河あるいはハドソン海峡など海峡に隔てられた島々、年の一部は凍結する海洋地域も含まれるため、居住者の方言に見られる大きな多様性は、驚くに値しない。
ヌナブト準州の基本法では、公用語は英語、フランス語、イヌクティトゥット語、イヌイナクトゥン語の4つと定めている。しかし、イヌクティトゥット語とイヌイナクトゥン語を別の言語として規定しながら、州の方針はこの二つを明確に区別していない。Inuktitut という単語は、しばしば両方を表すものとして使われる。
イヌクティトゥット語話者の人口分析は、ヌナブト準州において特に多数を占め、2万4,000人のイヌイット居住者がおり、彼らのほとんど、2001年統計によれば80%がイヌクティトゥット語話者である。この人数には3,500人の単一言語使用者を含む。同統計データによれば、高齢者にくらべ若者のイヌクティトゥット語使用率は低いが、カナダ全体で見るとイヌクティトゥット語話者の減少傾向が停止しており、ヌナブト準州においては増加をみせている。
イヌイナクトゥン語
ヌナブト準州の キティクメオト地域地域西部と、ノースウエスト準州のホールマンで話されている。イヌクティトゥット語の特定の方言として特徴が多く、最も特筆すべきは伝統的なイヌクティトゥット語音節の欠乏である。ヌナブト準州当局が公用語の一つとしているのに対し、世間の人々はイヌクティトゥット語の単なるローマ字表記と考えている。しかしながらヌナブト準州の西部では、独得のイヌイナクトゥン語のローマ字記法を使う。
ナツィリング語
ナツィリクと呼ばれキティクメオト地域東部の一部に暮らす人々が使う。研究者によっては、Utkuhiksalingmiutut 方言（ナツィリ語 Natsilingmiutut の派生）とみる。これは現在ではキングウィリアム島のジョアヘブンで話されるが、過去はフランクリン湖及び Chantrey Inlet 地域で話されていた方言で、別のものである。
Kivallir語
キヴァリク地域からマニトバ州境までの地域で話される。
Aivilim語
もとアイリク語 (Aivilik) と呼ばれ、キヴァリックのサウサンプトン島とレパルスベイおよびキキクタールク地域のメルヴィル半島にかけて話される。この地域には、もともとサドラ族の人々が暮らしたが、19世紀後期から20世紀初頭の間に消滅し、その後にイヌイットが移住した。何人かの言語学者は、個別の方言として分けるには North Baffin にあまりにも近いと指摘している。
北バフィン方言 (Qikiqtaaluk uannangani)
バフィン島の北部の一部、イグルーリク、メルヴィル半島の近くの一部地域、ヌナブト準州北部のイヌイット・コミュニティー（レゾリュートやグリスフィヨルドなど）の一部で話されている。この方言は、映画 "Atanarjuat: the Fast Runner"（邦題：「氷海の伝説」）で聞くことができる。
南バフィン方言 (Qikiqtaaluk nigiani ᕿᑭᖅᑖᓗᒃ ᓂᒋᐊᓂ)
準州都イカルイト(イカリウト)を含むバフィン島の南部一帯で話す言葉である。近年、イヌクティトゥット語の放送媒体の多くがこの都市に本拠地を置くことから、この言葉を各地で耳にすることが増えた。言語学者にはバフィン方言を南北に加え「東バフィン方言」つまりイヌヴィアルク方言に区別する説もある。
2000年代初頭、ヌナブトでは幼児期から小学校、中学校レベルの教育に徐々に母語教育を実施し、イヌクティット語をさらに保護し、普及させた。2012年現在、「イカリウトに『プルルビク』というイヌクティトゥット語訓練センターを置き、指導者研修の新規目標を設定した。イヌクティトゥット語の各種の教授法は、ヌナブトの各コミュニティの指導者にそれぞれ母語で研修し、地元に戻って教育に活用してもらう」としている。

### ヌナヴィク地域
ケベック州にはイヌイットおよそ1万2千人が暮らし、ほぼ全員がヌナヴィク地域に住んでいる。2001年の統計では、ケベック州内のイヌイットの90%はイヌクティトゥット語を話すことができる。
ヌナヴィク方言 (Nunavimmiutitut ᓄᓇᕕᒻᒥᐅᑎᑐᑦ) は南バフィン方言に比較的近いものの、ヌナヴィクとヌナブトには政治上の隔たりと物理的に距離があるため同一ではない。他のイヌクティトゥット語使用地域と異なり、ヌナヴィクには独自の政府と教育機関があることから、結果として公用語に採用した方言は独自で、イヌクティトゥット語の標準語とは異なる。ヌナヴィク方言でイヌクティトゥット語をイヌッティトゥット Inuttitut (ᐃᓄᑦᑎᑐᑦ)と呼ぶ。また地方にはイヌクティトゥット語の下位地方語の Tarramiutut あるいは Taqramiutut (ᑕᕐᕋᒥᐅᑐᑦ または ᑕᖅᕐᕋᒥᐅᑐᑦ) がある。イティビ語はケベック州イヌクジュアクと関わりがあり、町のそばを流れる川はイティビミウト川という名前である。

### ラブラドール地方 (ヌナツィアヴト地域)
ヌナツィアブト方言 (Nunatsiavummiutut ᓄᓇᑦᓯᐊᕗᒻᒥᐅᑐᑦ 、政府文書では時折  Labradorimiutut とも）は、かつてはニューファンドランド・ラブラドール州のラブラドール地方北部全域で使われた。明確な記法があり、1760年代、グリーンランドのモラヴィア教会に入ったドイツ人宣教師が考案したものである。他のイヌクティトゥット語と異なる記法や、他のイヌイット・コミュニティーとの距離的な隔絶により特徴的な方言を形成する。この方言では、彼ら自身の方言をイヌトゥット Inuttut (ᐃᓄᑦᑐᑦ) と呼んでいる。
ヌナツィアヴト話者の4,000人超がイヌイットの血を引くと主張するのに、2001年の統計では、自分をイヌクティトゥット語母語話者と認識した人は550人のみと報告され、特にネーン町で顕著である。ラブラドルにおいてはイヌクティトゥット語は危機に瀕していると言える。
ヌナツィアヴト方言はまた分岐があり、世評によれば西部イヌクティトゥット方言に近く、話者はリゴレット近辺に暮らすと言われている。しかし1999年の新聞報道では、その地域での話者はかなり高齢の3人のみであった。

### グリーンランド
イヌクトゥン語、いわゆる極地エスキモー語はこれまでグリーンランド語（Greenlandic）の地方語と解釈されることが多かった。実は東部カナダ北極圏からグリーンランドに伝わったとされ、時期は18世紀と比較的最近のことである。

## 音韻論と音声
より理解を深めるには、英語版ウィキペディアの Inuit language phonology and phonetics も参照されたい。
イヌクティトゥット語のカナダ東部方言には15の子音と3つの母音（それぞれに長音と短音）がある。子音は、調音部位では両唇音、歯茎音、硬口蓋音、軟口蓋音、口蓋垂音があり、調音方法では無声破裂音、有声継続音、有声鼻音がある。さらに、2種の無声摩擦音もよく使われる。ナツィリ語にはそり舌音 [ɟ] があり、原始イヌイット諸語の影響を受けた形跡が見られる。イヌイナクトゥン語の子音は1つ少なく、[s]と[ɬ]は[h]に統合される。全てのイヌクティトゥット語の地方語は基本的な母音3つのみであり、長母音と短母音を音韻論的に区別する。イヌウジンガジュト (Inuujingajut・イヌウキンガジュトとも) すなわちヌナブト準州の標準ローマ字記法では、長音は重母音として表記する。

### イヌクティトゥット語の母音
|                        | IPA | ヌナブト準州の 標準ローマ字記法 | 備考                                      |
| ---------------------- | --- | ------------------------------- | ----------------------------------------- |
| 短音の開前舌非円唇母音 | a   | a                               |                                           |
| 長音の開前舌非円唇母音 | aː  | aa                              |                                           |
| 短音の狭前舌非円唇母音 | i   | i                               | 短音の i は、ときどき e または ɛ となる。 |
| 長音の狭前舌非円唇母音 | iː  | ii                              |                                           |
| 短音の狭後舌円唇母音   | u   | u                               | 短音の u は、ときどき o または ɔ となる。 |
| 長音の狭後舌円唇母音   | uː  | uu                              |                                           |

### イヌクティトゥット語 (Inuujingajut) の子音とIPA表記
|            | 唇音 | 歯茎音     | 硬口蓋音 | 軟口蓋音 | 口蓋垂音 | 備考 |
| ---------- | ---- | ---------- | -------- | -------- | -------- | --- |
| 無声破裂音 | p    | t          |          | k        | q        | - すべての破裂音は無気音。 - [q] はときどき r で記される。 |
| 無声摩擦音 |      | s ł ɬ (h ) |          |          |          | - Kivallirmiutut と Natsilingmiutut では、h は s を置き換える。 - イヌイナクトゥン語では、 hは s と ł を置き換える。 - ł はしばしば & か、もっとシンプルに l と書かれる。                                                                            |
| 有声音     | v    | l          | j (j ɟ)  | g        | r ɢ      | - [ɟ] はほとんどの方言になく、固有の文字で書かれていない。 - [g] はシグリトゥン語 (Siglitun) では ɣで置き換えられることがある。他の方言では ɣ と母音が隣接した際か、接近音と母音が隣接した際に現れることがある。 - [ɢ] は、鼻音の前の ɴ と同化する。 |
| 鼻音       | m    | n          |          | ng ŋ     |          | - 二重化した ng は nng と書かれる。 |

## 形態論と文法
より理解を深めるには、英語版ウィキペディアの Inuit language morphology and syntax も参照されたい。
他のエスキモー・アレウト語族のように、イヌクティトゥット語にも非常に豊富な形態論システムがある。他の言語との違いでもっとも成功している部分は、事態を表す基語が形態素として加えられていることである。たとえば英語のような言語では、同じことを表現するのにいくつかの単語を必要とする（膠着語と抱合語を参照）。全ての単語は根形態素 root morpheme で始まり、他の形態素が接尾辞として添えられる。イヌクティトゥット語には100語以上の異なった接尾辞があり、いくつかの方言では700語近い。
学習者には幸いにも、この言語の形態論は非常に規則的である。とても複雑なルールもあるが、その複雑さの程度は英語やインド・ヨーロッパ語族ほどではない。

よく知られた例をあげると、単語 qangatasuukkuvimmuuriaqalaaqtunga (ᖃᖓᑕᓲᒃᑯᕕᒻᒨᕆᐊᖃᓛᖅᑐᖓ) の意味するところは 「空港へ行かなければならない」である。形態素分析を下表にまとめた。
| 形態素  | 形態素                 | 意味                                                   | 音便 (en)           |
| ------- | ---------------------- | ------------------------------------------------------ | ------------------- |
| qangata | 動詞の語幹 verbal root | 持ち上げる/空中に掲げられる                            |                     |
| suuq    | 動詞から名詞への接尾辞 | 習慣的に特定の行動をする者; つまり qangatasuuq: 航空機 | -q 除去             |
| kkut    | 名詞から名詞への接尾辞 | 集団                                                   | -t 除去             |
| vik     | 名詞から名詞への接尾辞 | 著しい; すなわち qangatasuukkuvik: 空港                | -k は -m に変換     |
| mut     | 名詞の語末             | 与格 単数 へ・に                                       | -t+a は -u に変換   |
| aq      | 名詞から動詞への接尾辞 | ある場所に到着する; 出発する                           | -q+ja 除去          |
| jariaq  | 動詞から名詞への接尾辞 | 特定の行動をとる義務                                   | -q 除去             |
| qaq     | 名詞から動詞への接尾辞 | を行う・持つ                                           | -q 除去             |
| laaq    | 動詞から動詞への接尾辞 | 未来形 であろう                                        | -q+l は -q+t に変換 |
| lunga   | 動詞の語末             | 分詞、第一人称 単数 私                                 |                     |

En:Igloolik|

## 記法
イヌクティトゥット語は、方言、地域、さらに歴史的・政治的要因から、いくつかの異なる記法がある。
イヌクティトゥット語の記法を最初に始めたのは、前述の通り1760年代にグリーンランドに入ったモラヴィア宣教師達で、聖書を広めキリスト教の布教に尽くす目的があった。彼らはグリーンランド語とラブラドルで使われていた方言に、文字 kra (ĸ.)を加えて、ローマ字アルファベットによる記法を開発した。このグリーンランド方式のイヌクティトゥット語の記法は1800年代に同宣教団によってラブラドルに持ち込まれたが、この方言独特の記述であり、近年、カナダ先住民記法を基礎に根本的に改良された。
アラスカ州のユピックとイヌピアットの人々は独自のユグトゥン記法を生み出しつつ、シベリア人ユピックの人々はローマ字記法を取り入れた。
ヌナブト準州の西部とノースウエスト準州では、イヌイナクトゥン語をローマ文字アルファベット記法で書き表している。これは、19世紀末から20世紀初頭にかけてこの地域に到達した宣教師の影響が大きい。
カナダ東部のイヌイットは話し言葉のみの時代が長く、表記をするようになるのは1860年代である。宣教団が持ち込んだ、いわゆるグリーンランド方式 Qaniujaaqpait 記法はクリーの人々をキリスト教に改宗させる目的で開発された。宣教師が最後に記法を伝えたのはイヌイット系のネトシリク族の人々で、ヌナブト準州のクッガールクからバフィン東北部に暮らしていた。この地域で記法が普及するのは1920年頃とされる。
「グリーンランド方式」は近年、大幅に改良され、今日、ラブラドール記法をひときわヌナツィアヴト方言に特化している。ヌナブトからヌナヴィクの一帯は、イヌクティトゥット諸語のほとんどがカナダ先住民記法から派生したグリーンランド方式ないしはイヌクティトゥット記法を採用している。19世紀後半から20世紀初頭にこの地域に到着した宣教師のもたらした方式を反映し、ヌナブト西部とノースウエスト準州ではローマ字表記をイヌイナクトゥン語またはグリーンランド方式と呼んで採用する。
2012年4月に旧約聖書編が完成し、母語話者が翻訳に当たったイヌクティトゥット語版聖書全編が完成し出版された。
イヌクティトゥット語でよく知られた文学作品に、マークージー・パツァウクが著した小説 "Harpoon of the Hunter" と、ミティアルジュク・ナッパアアルク著”Sanaaq” (en) がある。

### カナダ式記法と字音表

イヌクティトゥット語 (titirausiq nutaaq) の字音表。文字の上の傍点は長音記号で、ローマ字転記の際に重母音として表現。

カナダ先住民語には、クリー文字用に発明した記法が基礎にあり、一説にはジェームズ・エヴァンズ（1801年1月18日 – 1846年11月23日）が、また別の説ではイヌクティトゥットの文字（カナダ先住民文字）は1870年代にイギリス人宣教師のエドモンド・ペックが考案したものである。現行の記法は、1970年代にカナダ・イヌイット文化協会 Inuit Cultural Institute in Canada が導入した。アラスカのイヌイット、イヌヴィアルイト、イヌイナクトゥン語話者、グリーンランドのイヌイット、ラブラドルのイヌイットは、それぞれローマ字を当てて固有の記法を用いている。
イヌクティトゥット文字表は、慣例により「字音表 Syllabary」とされてはいるが、これをアブギダ (音素音節文字) とする意見があり、同じ子音で始まる複数の字音がばらばらではなく共通の字体に付くことから、記法として見直された。
全てのイヌクティトゥット文字は、ユニコード3.0文字セットに収録され、利用可能になった（統一カナダ先住民字音表 (en) を参照）。ヌナブト準州政府はコンピュータ画面で再現できるTrueType形式のフォントとして、ピギアルニク書体 (Pigiarniq ᐱᒋᐊᕐᓂᖅ) とウカンマク書体 Uqammaq (ᐅᖃᒻᒪᖅ)、さらにユーフェミア書体 
Euphemia、イヌクティトゥット字音 (ᐅᕓᒥᐊ ) と複数、提供している。デザインは、バンクーバーに拠点を置く Tiro Typeworks 社が担当した。
アップル社製のコンピュータにはキーボード言語のオプションとして、イヌクティトゥット書体が (IME) として同梱された。

## 6点点字
2012年、コモンウェルス点字録音図書協同組(Commonwealth Braille and Talking Book Cooperative)の点字研究開発主任タマラ・キアニーは、イヌクティトゥット語の音節の点字コードを開発した。このコードは音節の向きの表示に基づいており、イヌクティトゥット語点字変換テーブルを備えたLiblouis点訳・文字訳システムを使用すると、Unicode UTF-8およびUTF-16からの機械翻訳を実行できる。
これまでにイヌクティトゥット点字に訳された最初の書籍は絵本 "ᐃᓕᐊᕐᔪᒃᓇᓄᕐᓗ"（仮題『孤児とホッキョクグマ』）であり、ベイカーレークのヌナブト準州図書館に納本されている。

## 関連項目

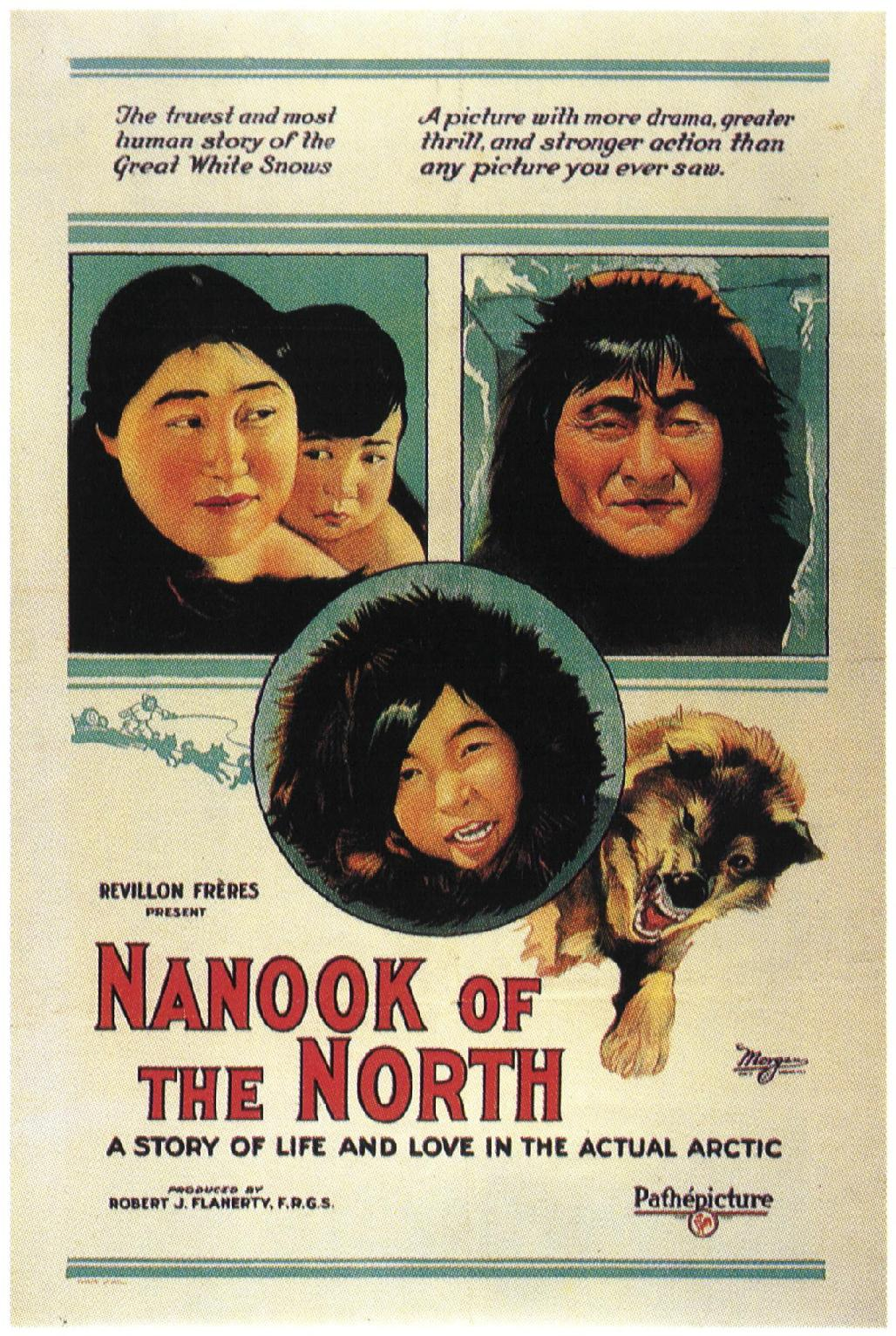
映画「極北のナヌーク」ポスター